# Armand-Gaston Camus
Armand-Gaston Camus, francoski odvetnik, arhivist in politik, * 2. april 1740, Pariz, † 2. november 1804, Montmorency.
Najbolj je poznan po tem, da je organiziral državni arhiv po naročilu Ustavodajalne skupščine Francije.